# Duocastella
Duocastella és una masia situada al municipi de Navès, a la comarca catalana del Solsonès. Va ser construïda el 1600, al seu costat també hi ha una masia anomenada "Cal Llena". Hi ha una església anomenada "Sant Pere" en la qual un dia a l'any es fa missa. Actualment hi resideix la familia Anglarill.